# Торре, Рауль де ла
Рауль де ла Торре (исп. Raúl de la Torre; 19 февраля 1938, Сарате, Буэнос-Айрес — 19 марта 2010, Буэнос-Айрес) — аргентинский кинорежиссёр, сценарист, продюсер.

## Фильмография
- Juan Lamaglia y señora (1970, Серебряный кондор Ассоциации кинокритиков Аргентины за лучший фильм, специальная премия жюри на КФ в Мар-дель-Плата)
- Хроника жизни одной сеньоры/ Crónica de una señora (1971)
- Heroína (1972)
- La Revolución (1973)
- Sola (1976)
- Такой страшный ад/ El Infierno tan temido (1980, Серебряный кондор за лучший фильм)
- Pubis Angelical (1982, по одноименному роману М.Пуига)
- Бедная бабочка/ Pobre mariposa (1986, номинация на Золотую пальмовую ветвь, премия за лучший латиноамериканский фильм на МКФ в Боготе, премия Золотой Колумб на МКФ в Уэльве)
- El Color escondido (1988)
- Фунес, большая любовь/ Funes, un gran amor (1993)
- Peperina (1995)